# Кинцл, Марек
Марек Кинцл (чеш. Marek Kincl; род. 3 апреля 1973, Прага, ЧССР) — чешский футболист, нападающий.

## Клубная карьера
Профессиональную карьеру начал в клубе «Градец-Кралове», затем выступал за различные чешские клубы. В сезоне 1999/00, с 16-ю голами занял второе место в списке бомбардиров «Гамбринус-лиги», после чего перешёл в пражскую «Спарту». В составе «Спарты» отыграл два с половиной сезона, вместе с клубом стал двукратным чемпионом Чехии. В декабре 2003 года по приглашению Властимила Петржелы перешёл в петербургский «Зенит». Но, проиграв конкуренцию другим нападающим, в июле 2004 года на правах аренды перешёл в венский «Рапид», через год австрийский клуб выкупил права на игрока. В составе «Рапида» Кинцл стал чемпионом Австрии в сезоне 2004/05, затем играл в первом австрийском дивизионе за «Швадорф». Летом 2008 года вернулся в Чехию, где выступал в высшем дивизионе за «Богемианс» (Прага). Летом 2010 подписал контракт с клубом «Викторие» (Йирны) из четвёртой лиги.

## Карьера в сборной
Привлекался к играм за молодёжную сборную Чехии. В 2000-м году сыграл две товарищеские игры за сборную Чехии.
| № | Дата            | Место проведения | Оппонент | Счёт | Голы Кинцла | Соревнование      |
| 1 | 8 февраля 2000  | Гонконг          | Мексика  | 2:1  | -           | Товарищеский матч |
| 2 | 16 августа 2000 | Острава          | Словения | 0:1  | -           | Товарищеский матч |

Итого: 2 матча; 1 победа, 1 поражение.

## Достижения
- Чемпион Чехии (2): 2001, 2003
- 2-е место в чемпионате Чехии (1): 2002
- Обладатель кубка Чехии (1): 1995
- Чемпион Австрии (1): 2005